# 大人への階段/若いふたりに何が起る
「大人への階段/若いふたりに何が起る」（おとなへのかいだん/わかいふたりになにがおこる）は、1973年11月1日にCBS・ソニー（現：ソニー・ミュージックレーベルズ）から発売されたフォーリーブスの21枚目のシングルである。

## 概要
両A面シングルである。
「若いふたりに何が起る」は『第24回 NHK紅白歌合戦』で披露され、フォーリーブスは4度目の紅白出場を果たした。

## 収録曲
1. 大人への階段
作詞：安井かずみ／作・編曲：川口真／作品コード:014-0336-2
2. 若いふたりに何が起る
作詞：安井かずみ　作・編曲：川口真